# كريس سميث (لاعب كرة قدم أمريكية)
كريس سميث (بالإنجليزية: Chris Smith)‏ (و. 1992  م) هو لاعب كرة قدم أمريكية أمريكي، مركز لعبه هو طرف دفاعي ‏.

## التعليم
تعلم في جامعة أركنساس.